# Důlní dráhy na Mostecku

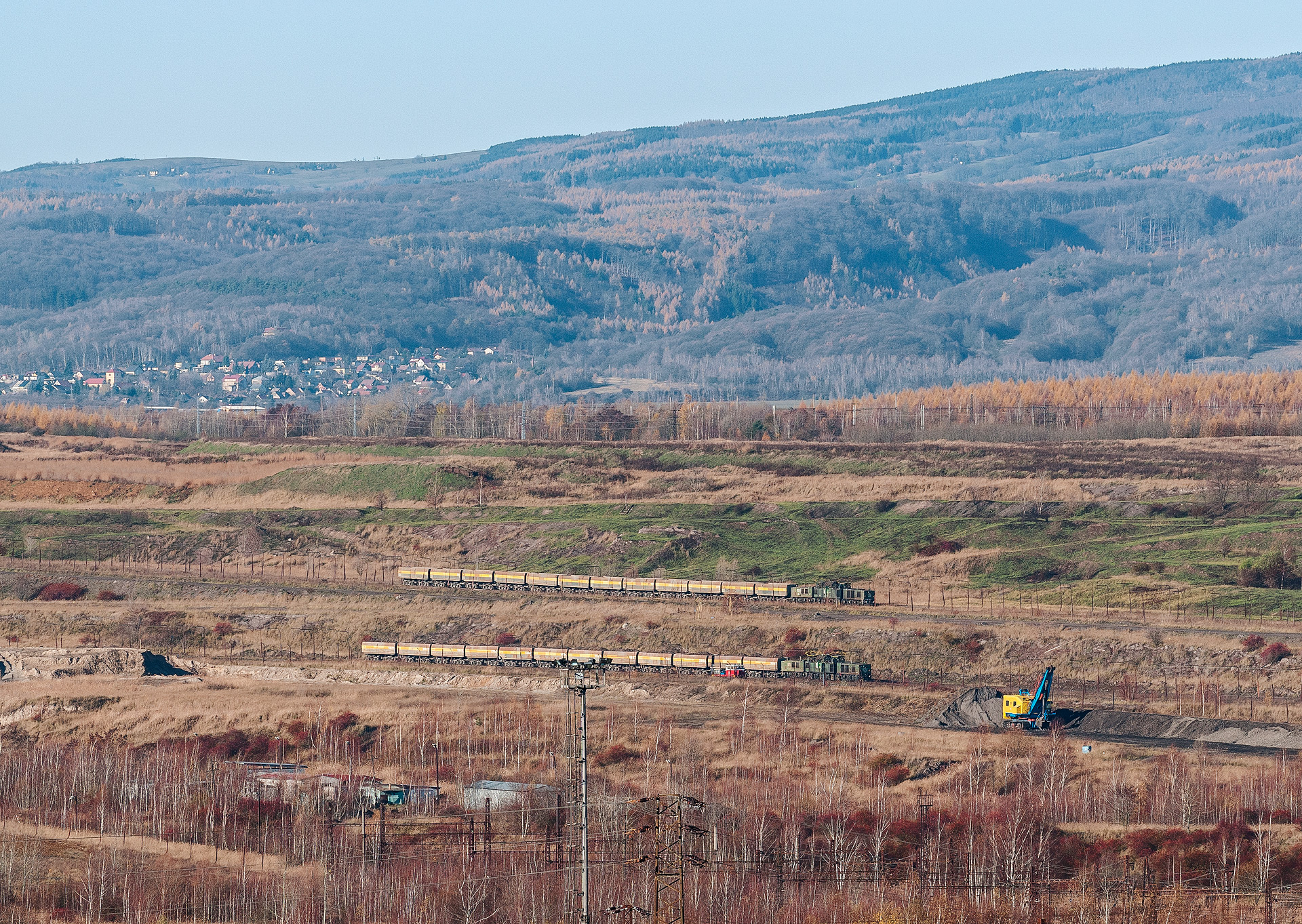
Současnost důlních drah v okolí Mostu – lokomotivy typu 27E v lomu Jan Šverma se skrývkovými vozy LH40

Důlní dráhy na Mostecku jsou systémem průmyslových drah západně od Mostu, které jsou používány k obsluze lomů ČSA a Vršany. Většina tratí se nachází na katastrálním území Komořan. Dnešní síť se skládá pouze z tratí normálního rozchodu 1435 mm, dříve však bývala mnohem rozsáhlejší.

## Historický vývoj

### Počátky
Existence důlních drah na Mostecku se začíná psát již v 19. století, kdy byly v tehdejších hlubinných dolech postaveny první primitivní dráhy, které měly za úkol dopravovat vytěžené uhlí, skrývku i další materiály. Doprava na nich byla zajišťována malými vozíky, které byly poháněny buď lidskou silou, nebo je tahali koně. Tento velice neefektivní a pomalý způsob dopravy zde existoval až do začátku století následujícího, kdy byly na tratě pořízeny první parní lokomotivy. Šlo především o malé tříspřežní lokomotivy, jen mírně se lišící od běžně vyráběných typů té doby pro civilní dráhy. Ty sice dopravu zkapacitnily a zrychlily, jejich kouř ale znemožňoval nasazení pod zemí, případně nahrával možným důlním výbuchům a podobně. Tratě byly většinou úzkorozchodné a nejvíce používaným rozchodem se stal rozchod 900 mm. Malé depo na údržbu, opravy a odstavování lokomotiv bylo zřízeno poblíž vesnice Komořany.
Za první republiky byla podstatně rozšířena i síť drah normálního rozchodu; hlavním důvodem bylo zjednodušení nakládky uhlí do železničních vagónů, kterými pak bylo dopravováno k odběratelům. Provoz však byl stále zajišťován výhradně parními lokomotivami.

### Elektrická trakce
Během 2. světové války se mostecké doly staly součástí německého těžebního průmyslu. Kvůli zvýšené potřebě uhlí během války (palivo pro parní lokomotivy, tepelné elektrárny, vojenská technika apod.) bylo přistoupeno k elektrifikaci nejvíce vytížené části tratí a byly zakoupeny první specializované tzv. odklizové elektrické lokomotivy. Staly se jimi čtyřnápravové lokomotivy, vyrobené firmou AEG v Berlíně. Sedm dodaných lokomotiv bylo označeno prostými čísly 301–307. Elektrický provoz byl zahájen na podzim 1942. V návaznosti na to bylo vyrobeno dalších 17 lokomotiv již v šestinápravovém uspořádání a s vyšším výkonem – z AEG byly lokomotivy dodávány během let 1943–44. Nové lokomotivy provoz výrazně zrychlily a umožnily dopravu větších zátěží, to vše bez kouře a navíc je nebylo nutné udržovat neustále pod proudem. Komořanské depo bylo proto také rozšířeno a uzpůsobeno pro údržbu a opravy elektrických lokomotiv. Parní lokomotivy byly zčásti zrušeny a zbylé stroje sloužily na méně důležitých výkonech nebo tam, kde nebyly tratě elektrifikovány.
Po osvobození se celá síť včetně lokomotiv opět ocitla na území Československa. Část lokomotiv byla odstavena pro špatný technický stav (po právě skončené válce nebyly náhradní díly), ale většina i nadále přežívala v provozu. Znárodněním v roce 1948 všechny doly v okolí převzal nově vytvořený národní podnik Severočeské hnědouhelné doly (SHD) a do jeho kompetence připadla i kolejová doprava včetně důlní sítě. Mezitím byly nefunkční či poškozené lokomotivy přistaveny do plzeňské Škodovky, kde byly podrobeny opravám a opět navráceny do provozu. Protože byla v plánu další elektrifikace tratí a zvyšování objemu těžby (a tím i kolejové dopravy), přišlo rozhodnutí o rozšíření parku lokomotiv a jejich výrobou byla pověřena právě Škoda. Jedna z německých lokomotiv byla rozebrána a byla na ní zkoumána konstrukční řešení a další důležité detaily, jelikož s výrobou takovýchto specializovaných lokomotiv v Československu zatím nebyly zkušenosti. Poté přišla objednávka na 20 šestinápravových (typ 10ELo) a 5 čtyřnápravových lokomotiv (typ 11ELo), které byly následně vyrobeny a zařazeny do provozu během let 1948–1950. Během 50. – 60. let byla síť tratí dále rozšiřována, nové úseky byly elektrifikovány a se zvyšujícím se provozem byly dodávány i další lokomotivy; stroje typu 14E taktéž ze Škody a později pod označením E2 E z SMZ v Dubnici nad Váhom byly zařazeny do provozu v desítkách kusů. Díky nim byly počátkem 60. let vyřazeny poslední německé lokomotivy a provoz už dále zajišťovaly výhradně domácí stroje. 

### Úzký rozchod

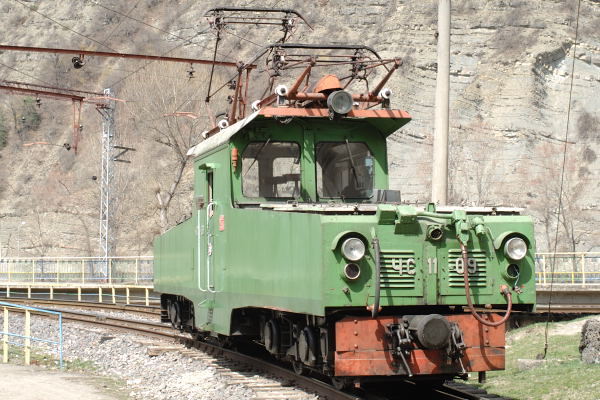
Lokomotiva typu ČS11, jenž byl později odvozen od lokomotiv 17E pro mostecké důlní dráhy

Koncem 50. let také došlo k elektrifikaci prvních tratí úzkého rozchodu 900 mm. Pro provoz na nich byly vyrobeny speciální lokomotivy, označené typem 17E. První prototypy přišly roku 1957 a jejich výrobcem byla opět plzeňská Škoda, tou dobou ovšem pod názvem Závody V. I. Lenina. Dodávky pokračovaly až roku 1966, kdy dorazily poslední stroje tohoto typu a jejich celkový stav se tak dostal na více než 50 kusů. Stroje stejného typu byly v obdobných počtech dodávány i do jiných důlních a průmyslových provozů po celé ČSSR (např. na Sokolovsko, do okolí Prunéřova a Bíliny) a několik kusů bylo exportováno do Bordžomi v Sovětském svazu (dnešní Gruzii) s určením pro tamní horskou dráhu do Bakuriani. Na Mostecku byly lokomotivy provozovány na velmi rozsáhlé síti úzkorozchodných drah v lomu Ležáky, poblíž Kopist (dnes je lom zatopen a je zde tzv. Mostecké jezero). Provoz na rozchodu 900 mm zde fungoval až do konce 80. let, kdy byly poslední místní úzké tratě uzavřeny a lokomotivy zrušeny nebo předány jinam. Jedna z lokomotiv ale byla zachována a dnes stojí na pomníku u vrátnice na Hrabáku.

### Poslední dodávky a vrchol provozu
Objem dopravy i na normálním rozchodu s každou pětiletkou stále rostl, a tak bylo přistoupeno k objednávce dalších lokomotiv. Nové lokomotivy byly v Plzni označeny typem 26Em a vyšly z původního typu 26E, který byl o něco dříve dodáván těžebním provozům v SSSR. Výroba byla zahájena v roce 1972, kdy byla dodána první série, čítající 32 kusů. Následovaly další dvě série o 30 a nakonec 20 kusech; poslední stroj čísla 656 (předchozí byly značeny závodovými čísly počínaje 575 výše) byl zařazen do provozu v březnu 1975. Typ 26Em z větší části nahradil starší kusy typů 14E a E2 E z Dubnice a v provozu přežilo pouze několik strojů těchto typů. Díky své obří hmotnosti 180 tun se tyto stroje také staly vůbec nejtěžšími lokomotivami, jaké kdy Škoda vyrobila.
Posledním omlazením lokomotivního parku na mostecké důlní síti se stala dodávka lokomotiv typu 27E, vycházejících z předchozího typu 26Em, ovšem s některými úpravami a vylepšeními. První stroje přišly koncem roku 1984 a do jara roku následujícího se v komořanském depu zabydlela celá první série v celkovém počtu 40 kusů. To už stačilo na kompletní likvidaci zbývajících starých strojů 14E/E2 E. Krátce před sametovou revolucí byla ještě objednána druhá série, která byla vyrobena během roku 1989 a obsahovala 50 strojů, z nichž ale polovinu získaly Hnědouhelné doly a briketárny (HDB) v Sokolově. Tyto stroje se tak staly posledními odklizovými lokomotivami vyrobenými ve Škodovce i v celém Československu. Po jejich dodání bylo v depu Komořany v provozu okolo stovky lokomotiv (pouze typů 26Em a 27E) a tento stav už poté pouze klesal.

### Úpadek
Své největší slávy si však celá síť užila doslova pouhých pár měsíců. Po změně politického systému začal provoz na celé síti drah citelně upadat. Mnoho lokomotiv se stalo brzy nepotřebnými a zvláště starší stroje typu 26Em byly odstavovány a šrotovány. Již po několika letech byl počet provozních lokomotiv zredukován na přibližně 70 a dále se snižoval – v roce 2002 zbylo funkčních už jen 56 lokomotiv. Krátce nato byl také zcela ukončen provoz strojů 26Em, ovšem ani typu 27E se rušení nevyhnulo a některé kusy byly odstaveny po 15 letech služby. Postupně byly likvidovány mnohé málo využívané tratě, odbočky a spojky, z původního rozsáhlého systému zůstala do dnešních dnů zhruba třetina. Majitelem a provozovatelem celé sítě se po roce 1990 stala Mostecká uhelná (MUS). Ta se po privatizaci na počátku 21. století změnila na akciovou společnost Czech Coal, která poté provoz zajišťovala. Po vzniku dceřiné společnosti Coal Services roku 2010 celá síť včetně lokomotivního a vozového parku připadla právě jí.

## Technologie

### Elektrifikace

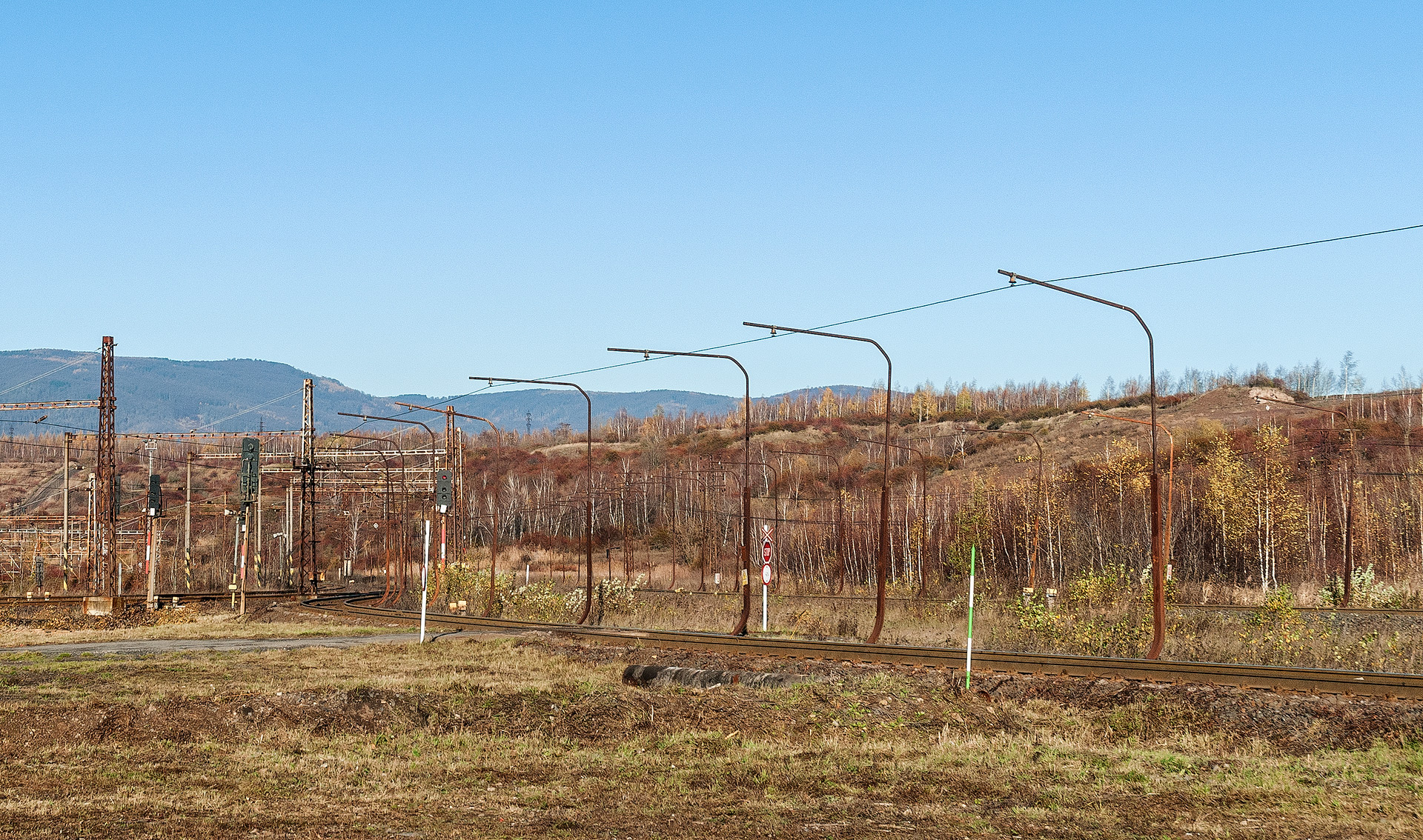
Jednoduché trakční vedení, zde v lomu Jan Šverma. V pozadí je viditelné oddílové návěstidlo jednoho z hradel Š3

Na tratích normálního rozchodu je od počátku elektrifikace ve 40. letech používána stejnosměrná napájecí soustava 1,5 kV, používaná v té době i na jiných drahách. Díky výkonným měnírnám, jejichž počet se postupem času zvyšoval, je možné i přes vysoký odběr proudu provozovat větší množství lokomotiv najednou. Stejná napájecí soustava byla použita i pro síť úzkých drah rozchodu 900 mm.

### Zabezpečení
Stejně jako každá jiná dráha, i tento systém používá jednotné zabezpečovací zařízení (ZZ). Už od 50. let je na celé síti plošně zavedeno ZZ reléového typu, umožňující dostatečnou kapacitu a současně zajištění bezpečnosti provozu. I díky tomu se za celou dobu jeho používání nestala žádná vážnější nehoda, až na selhání brzd či ujetí souprav, způsobené nesprávnou obsluhou. Všechny tyto nehody se ale na výjimky obešly bez větších materiálních škod i zranění. K signalizaci jsou používána světelná návěstidla německého typu WSSB, vycházející z prapůvodních vzorů, zavedených během války. V úsecích vedených lomem Vršany jsou tratě rozděleny pomocí hradel, označených písmenem „Š“ (podle původního jména lomu Jan Šverma; v provozu se této lokalitě stále říká „Švermovka“) a číslicí, na kratší úseky. Všechny lokomotivy jsou vybaveny radiostanicemi pro rychlé spojení s dispečinkem, jenž sídlí v Komořanech poblíž depa. Některá hradla a dopravny pak nesou písmena D, OM (v okolí bývalého lomu Obránců Míru), S (poblíž lokality Hrabák) a E (větev do počeradské elektrárny)

### Překládání tratí
Specifikem důlních tratí je překládání a úpravy kolejové sítě v závislosti na postupu těžby. K tomuto technologickému úkonu se používají tzv. mostové překladače kolejí, které jednotlivé kolejové pásy posunují podle potřeby bez nutnosti delších výluk. Napájení je řešeno pomocí jednoduchého trakčního vedení, umožňujícího pohyb trakčního vedení spolu s přesouvaným kolejovým svrškem, odpadá tak nutnost větších zásahů

## Současnost

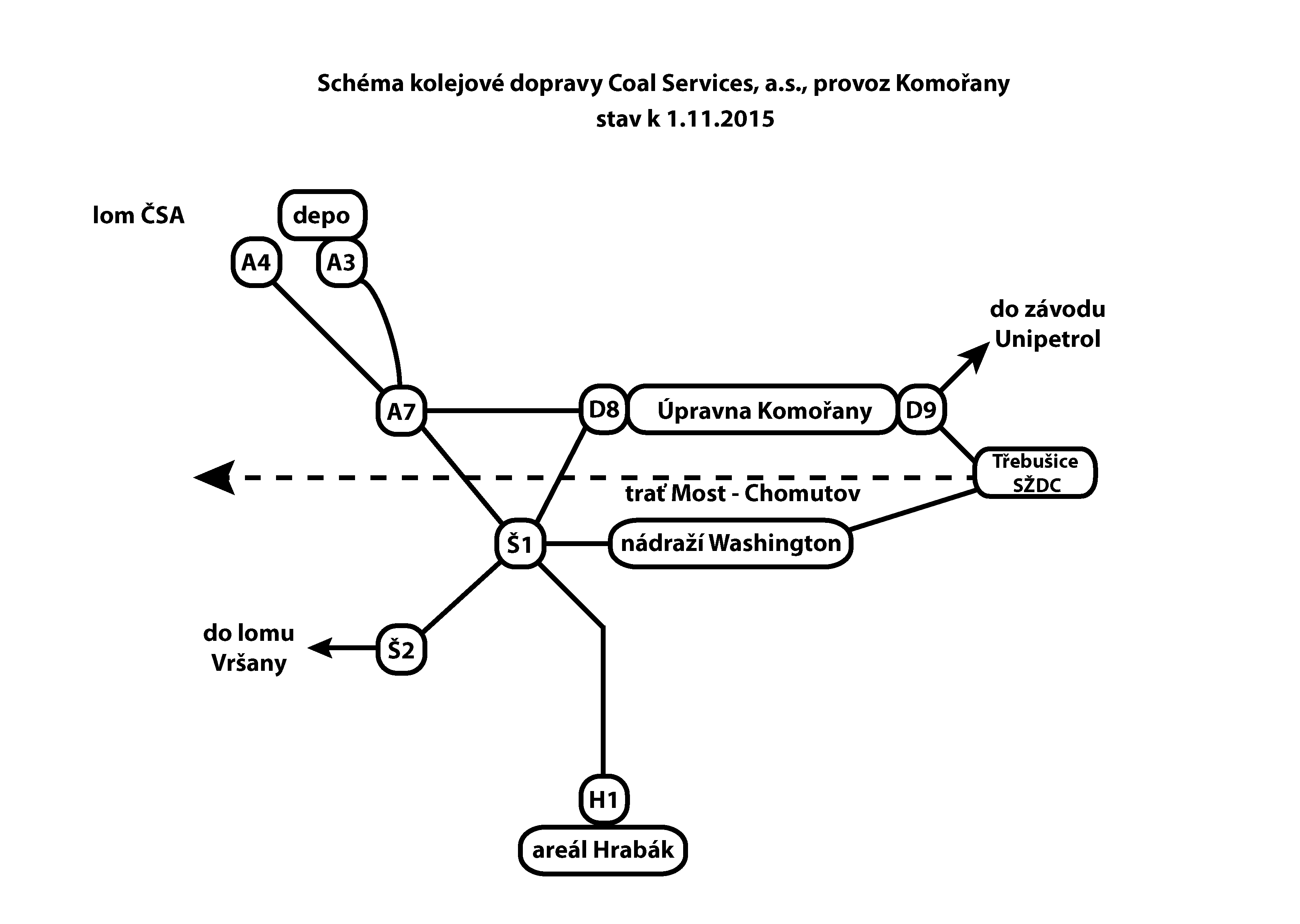
Schéma sítě mosteckých důlních drah v okolí Komořan a lomů ČSA a Vršany, stav k roku 2015.

Jak již bylo zmíněno, v současnosti je v provozu pouze zlomek původní složité sítě, která měřila několik desítek kilometrů. Po posledním rušení v roce 2013 zůstává v depu Komořany provozních 25 lokomotiv typu 27E a další jsou odstaveny, nebo se používají jako zdroje náhradních dílů. Kromě nich jsou v menším počtu nasazovány i lokomotivy motorové, a to především řad 709, jedna řady 721, 740 a jeden stroj řady 770. Jejich prací je zejména vozba vlaků s uhlím do elektrárny Počerady z lokality Hrabák, vozba pracovních a stavebních vlaků při opravách tratí a další pomocné výkony.
Na směně je ve službě okolo 15 lokomotiv 27E, jejichž určení je různé – tři stroje pendlují mezi dopravnou D4, kde je do souprav nakládáno vytěžené uhlí z lomu ČSA, a úpravnou Komořany (dopravna D8), další vozí skrývku z lomu Vršany do lomu Jan Šverma, kde již těžba uhlí skončila, a důl je využíván jako výsypka, a jedna lokomotiva má na starost odvoz popílku ze závodu Unipetrol RPA v Záluží, kam také vede jedna z tratí. Dispečerské lokomotivy jsou používány k různým přetahům mezi dopravnami a přistavují ložené soupravy na seřaďovací nádraží Washington, kde si vlaky přebírají jiní dopravci (ČD Cargo, SD-KD a další). Díky postupnému útlumu těžby v obou velkolomech se dá očekávat další redukce provozu, ale po dobu minimálně dalších několika let mají lokomotivy práci jistou.

## Galerie

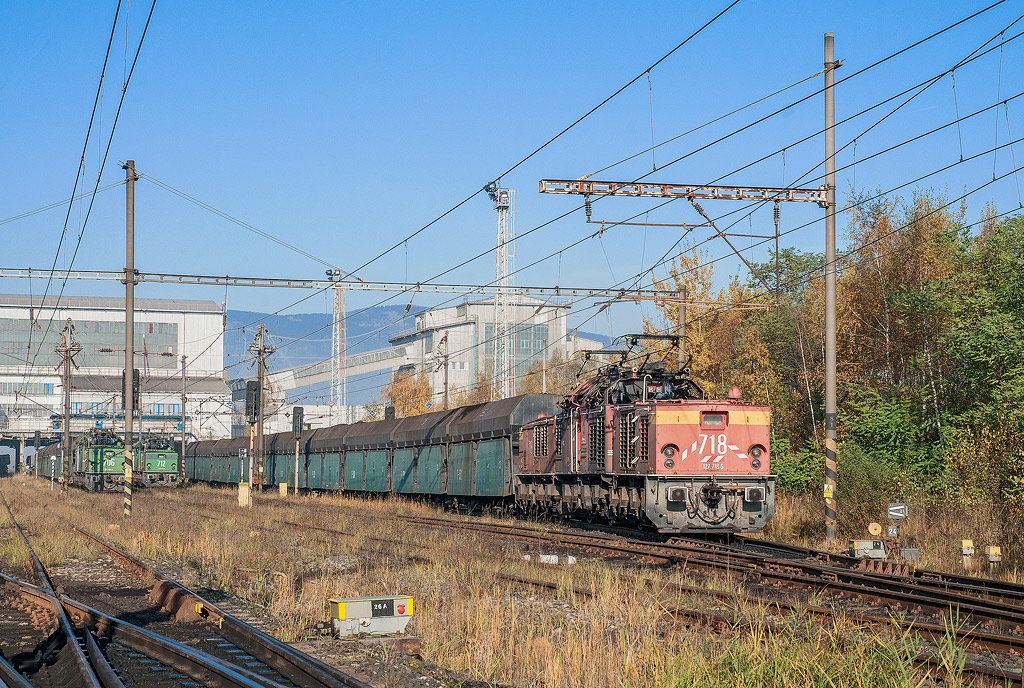
Lokomotiva čísla 718 v původním provedení na odjezdu z dopravny D4 do Komořan
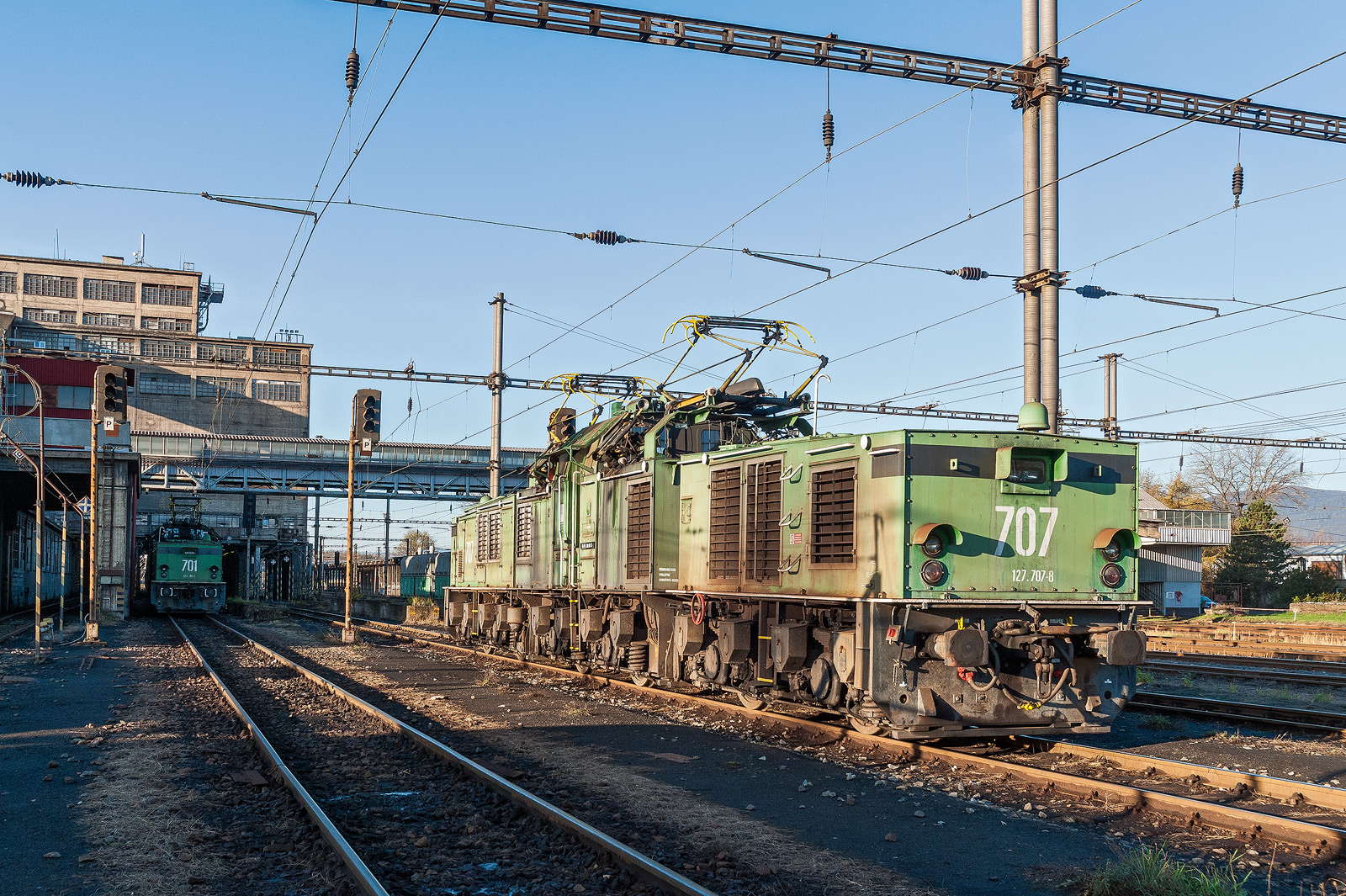
Stroje typu 27E v Úpravně uhlí Komořany
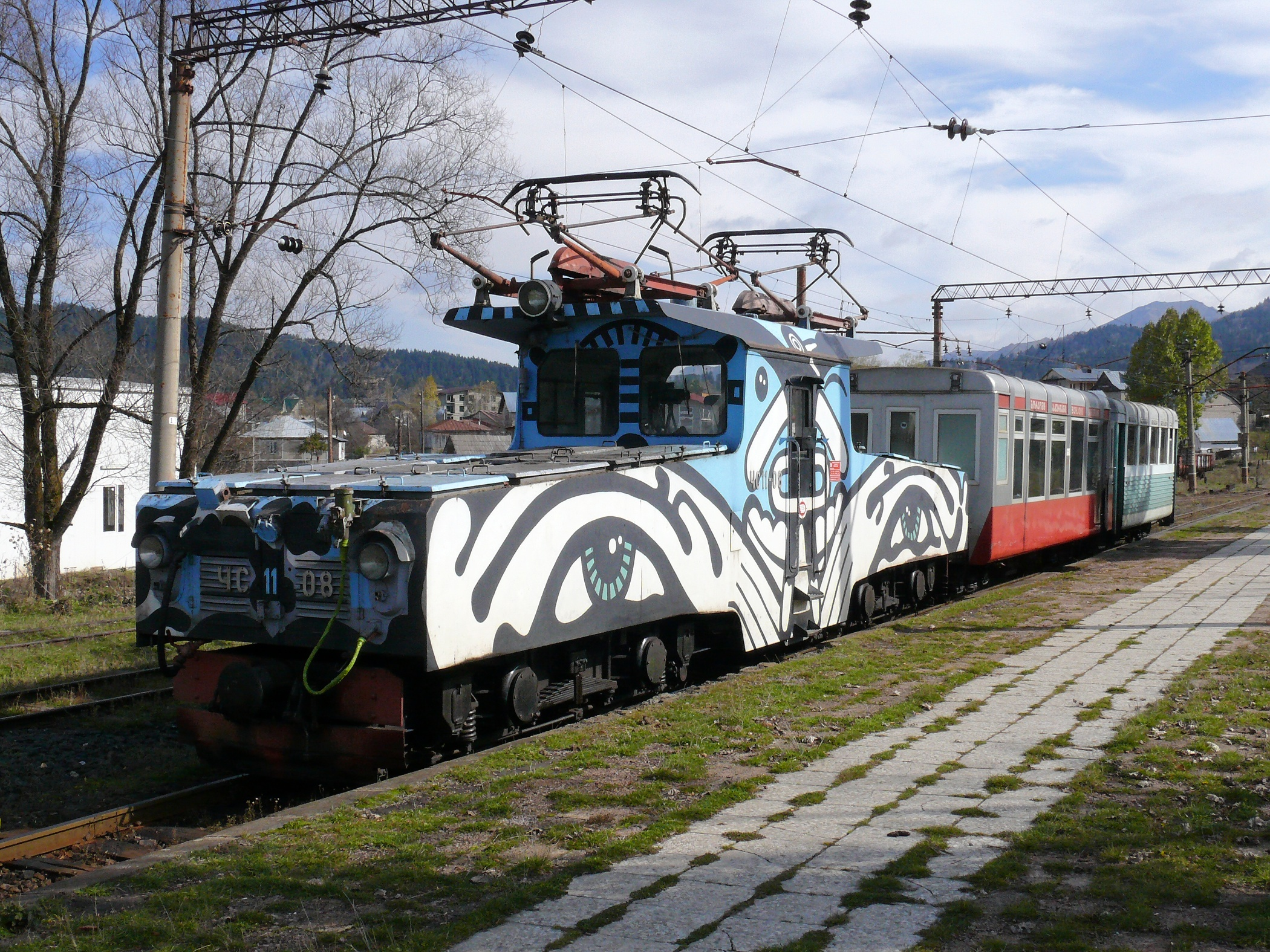
Gruzínské lokomotivy typu 17E byly opatřeny i pestrobarevnými nátěry
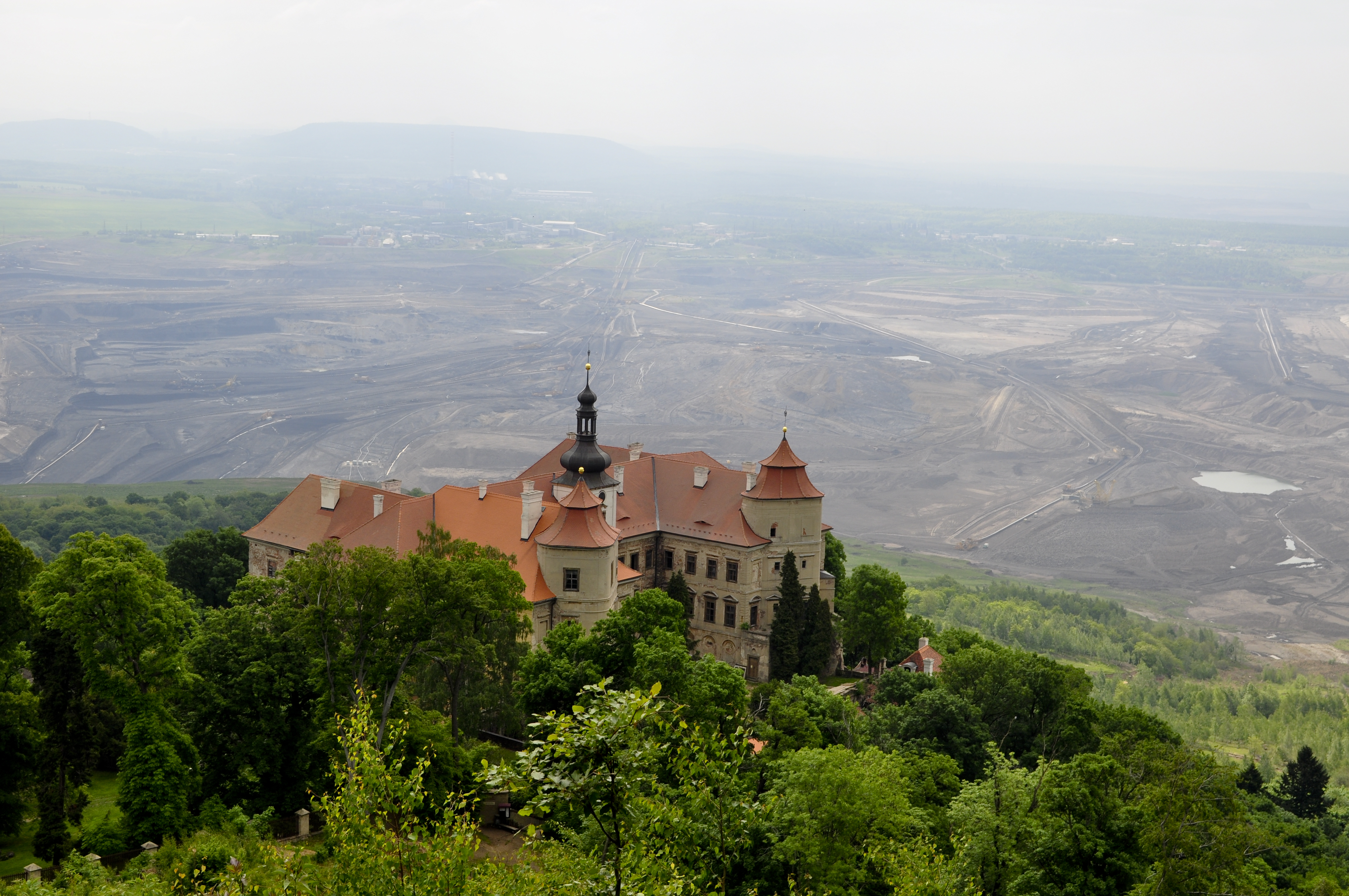
Pohled od zámku Jezeří na lom ČSA, ve kterém také dříve fungovalo několik tratí; přibližně uprostřed snímku je viditelná dopravna A4 a komořanské depo